# 南太平洋非核地帯条約
南太平洋非核地帯条約（みなみたいへいようひかくちたいじょうやく、英：South Pacific Nuclear Free Zone Treaty）は、南太平洋の非核兵器化を定めた条約である。最初に条約が調印されたラロトンガ島の地名から、ラロトンガ条約（ラロトンガじょうやく、英：Treaty of Rarotonga）とも呼ばれている。
1985年8月6日、旧南太平洋フォーラム (SPF) 加盟国8カ国によってに調印され、2009年3月現在、太平洋諸島フォーラム（PIF、SPFが2000年に改称）の16加盟国のうち13カ国に対し効力を持つ。

## 発効までの経緯
- 1966年、フランスの南太平洋地域における核実験を背景に核実験反対の気運が高まる。
- 1975年、国連総会において南太平洋における非核地帯設置を支持する決議が採択される。
- 1983年、オーストラリアに労働党政権が誕生し非核地帯設置の動きが加速する。
- 1985年、南太平洋フォーラム (SPF) 総会において条約が採択、署名開放される。
- 1986年、条約が発効する。

## 加盟国
現在、13カ国・地域が加盟している（条約加盟順）。域内のミクロネシア連邦、マーシャル諸島、パラオは未署名。
　
| 国名               | 署名          | 批准           |
| ------------------ | ------------- | -------------- |
| フィジー           | 1985年8月6日  | 1985年10月4日  |
| クック諸島         | 1985年8月6日  | 1985年10月28日 |
| ツバル             | 1985年8月6日  | 1986年1月16日  |
| ニウエ             | 1985年8月6日  | 1986年5月12日  |
| サモア             | 1985年8月6日  | 1986年10月20日 |
| キリバス           | 1985年8月6日  | 1986年10月28日 |
| ニュージーランド   | 1985年8月6日  | 1986年11月13日 |
| オーストラリア     | 1985年8月6日  | 1986年12月11日 |
| ナウル             | 1986年7月17日 | 1987年4月13日  |
| ソロモン諸島       | 1987年5月29日 | 1989年1月27日  |
| パプアニューギニア | 1985年9月16日 | 1989年9月15日  |
| バヌアツ           | 1995年9月16日 | 1996年2月9日   |
| トンガ             | 1996年8月2日  | 2000年12月18日 |

## 主な内容
- 締約国による核爆発（平和目的の核爆発を含む）装置の製造・取得・所有・管理、自国領域内における核爆発装置の配備・実験等を禁止
- 域内海洋（公海を含む）への放射性物質の投棄を禁止
- 議定書（露中英仏は批准済。米は署名のみ）では以下を禁止

1. 核兵器国による締約国に対する核兵器の使用および使用の威嚇
2. 域内（公海を含む）における核実験を禁止

## 備考
- 調印地のラロトンガ島はクック諸島の首都である。調印日は広島市への原子爆弾投下から、ちょうど40年後の日にあたる。条約成立の背景としては、フランスが南太平洋において核実験を再開したことや、日本が放射性廃棄物を南太平洋に処分しようとしたことなどが挙げられる。
- 太平洋安全保障条約加盟国でもあるニュージーランドは、当条約への署名と同年の1985年に、非核政策の一環として核兵器搭載可能な米国艦艇の寄港を拒否したため、米国はニュージーランドの防衛義務を停止している[2]。

## 参照
1. 1 2  外務省 (2016年). “「日本の軍縮・不拡散外交」（第七版）（平成28年）/第3部　核軍縮”. 2019年7月7日閲覧。
2. ↑  ニュージーランドの安全保障上の役割 - 防衛庁防衛研究所